# Aztecolus nigrior
Aztecolus nigrior är en mångfotingart som först beskrevs av Chamberlin 1941.  Aztecolus nigrior ingår i släktet Aztecolus och familjen Spirobolidae. Inga underarter finns listade i Catalogue of Life.